# Melanothereva blackmani
Melanothereva blackmani är en tvåvingeart som beskrevs av Frederick Frost Blackman 1968. Melanothereva blackmani ingår i släktet Melanothereva och familjen stilettflugor. Inga underarter finns listade i Catalogue of Life.